# Friedrich Kerner von Marilaun
Friedrich (Fritz) Kerner von Marilaun (* 30. Juni 1866 in Innsbruck; † 26. April 1944 in Wien) war ein österreichischer Geologe und Meteorologe.

## Leben
Fritz Kerner von Marilaun war der Sohn von Anton Kerner von Marilaun und der Neffe von Josef Anton Kerner. Auf Wunsch des Vaters studierte er an der Universität Wien Medizin. Er eignete sich aber zusätzlich umfassende Kenntnisse in Mathematik und Meteorologie an. Er genoss eine Ausbildung als Kunstmaler und erlernte mehrere Sprachen. Nach dem Abschluss des Studiums 1891 arbeitete er am Wiener Hygiene Institut, trat aber schon zu Beginn des Jahres 1893 als Volontär in den Dienst der k. k. geologischen Reichsanstalt. Bereits im Mai erhielt er eine Anstellung als Praktikant, im Frühling 1897 die Beförderung zum Assistenten, im Herbst 1900 zum Adjunkten, im Winter 1906 zum Geologen und schließlich, am 1. Mai 1918, zum Chefgeologen. Bis zum Ende der Donaumonarchie war er an der Arbeit an der Geologischen Spezialkarte der im Reichsrate vertretenen Königreiche und Länder der Österreichisch-Ungarischen Monarchie (1:75.000) beteiligt. Im Rahmen dieser Aufgabe war er überwiegend in Dalmatien und während des Ersten Weltkrieges im Auftrag der Österreichischen Akademie der Wissenschaften, deren korrespondierendes Mitglied er wurde, in Albanien tätig.
Nach seiner Pensionierung zu Beginn der 1930er Jahre hielt sich Kerner vorwiegend in einer Villa in Familienbesitz bei Trins im Gschnitztal auf, wo er ein privates Heimatmuseum mit vorwiegend geologischen Exponaten einrichtete. Er wandte sich nun vermehrt meteorologischen Studien zu und benutzte dazu auch unveröffentlichte Schriften seines Vaters. Ausgedehnte Reisen führten Kerner nach Mexiko, Brasilien, Indien, Spitzbergen, in den Sudan sowie in den Orient. Nach einem kurzen Herzleiden starb Fritz Kerner von Marilaun 1944 in Wien.